# Cryptotis
Genre
Cryptotis est un genre de musaraignes.

## Liste des espèces
- Cryptotis avia G. M. Allen, 1923
- Cryptotis endersi Setzer, 1950
- Cryptotis goldmani (Merriam, 1895)
- Cryptotis goodwini Jackson, 1933
- Cryptotis gracilis Miller, 1911
- Cryptotis hondurensis Woodman and Timm, 1992
- Cryptotis magna (Merriam, 1895)
- Cryptotis meridensis Thomas, 1898
- Cryptotis mexicana (Coues, 1877)
- Cryptotis montivaga (Anthony, 1921)
- Cryptotis nigrescens (J. A. Allen, 1895)
- Cryptotis parva (Say, 1823)
- Cryptotis squamipes (J. A. Allen, 1912)
- Cryptotis thomasi (Merriam, 1897)
- Cryptotis venezuelensis Quiroga-Carmona, 2013

### SelonITIS
- Cryptotis alticola (Merriam, 1895)
- Cryptotis brachyonyx Woodman, 2003
- Cryptotis colombiana Woodman et Timm, 1993
- Cryptotis endersi Setzer, 1950
- Cryptotis equatoris (Thomas, 1912)
- Cryptotis goldmani (Merriam, 1895)
- Cryptotis goodwini Jackson, 1933
- Cryptotis gracilis Miller, 1911
- Cryptotis griseoventris Jackson, 1933
- Cryptotis hondurensis Woodman et Timm, 1992
- Cryptotis magna (Merriam, 1895)
- Cryptotis mayensis (Merriam, 1901)
- Cryptotis medellinia Thomas, 1921
- Cryptotis mera Goldman, 1912
- Cryptotis meridensis Thomas, 1898
- Cryptotis merriami Choate, 1970
- Cryptotis mexicana (Coues, 1877)
- Cryptotis montivaga (Anthony, 1921)
- Cryptotis nelsoni (Merriam, 1895)
- Cryptotis nigrescens (J. A. Allen, 1895)
- Cryptotis obscura (Merriam, 1895)
- Cryptotis orophila (J. A. Allen, 1895)
- Cryptotis parva (Say, 1823)
- Cryptotis peregrina (Merriam, 1895)
- Cryptotis peruviensis Vivar, Pacheco et Valqui, 1997
- Cryptotis phillipsii (Schaldach, 1966)
- Cryptotis squamipes (J. A. Allen, 1912)
- Cryptotis tamensis Woodman, 2002
- Cryptotis thomasi (Merriam, 1897)
- Cryptotis tropicalis (Merriam, 1895)

## Homonymie
- Cryptotis Günther, 1863 est un synonyme de Adelotus Ogilby, 1907.